# Egnasides rudmuna
Egnasides rudmuna är en fjärilsart som beskrevs av Swinhoe 1905. Egnasides rudmuna ingår i släktet Egnasides och familjen nattflyn. Inga underarter finns listade i Catalogue of Life.